# 捷恩斯公開賽
捷恩斯公開賽（Genesis Open）是美國高爾夫球PGA巡迴賽的一項賽事，開始於1926年，最早的名稱是洛杉磯公開賽。捷恩斯公開賽一般在二月舉行。日產汽車、北方信託曾是該賽事的冠名贊助商。自2017年開始，由於捷恩斯成為該比賽的贊助商而改為現名。藝人格倫·坎貝爾在1971年至1983年曾是該賽事的主辦者。

## 外部連結
- 官方网站
- Coverage on the PGA Tour's official site （页面存档备份，存于）

34°03′00″N 118°30′05″W / 34.0500°N 118.5015°W